# (112233) Kammerer
(112233) Kammerer est un astéroïde de la ceinture principale.

## Description
(112233) Kammerer est un astéroïde de la ceinture principale. Il fut découvert le 16 mai 2002 à l'observatoire Palomar par Maik Meyer. Il présente une orbite caractérisée par un demi-grand axe de 2,56 UA, une excentricité de 0,05 et une inclinaison de 6,2° par rapport à l'écliptique.

## Compléments